# Фернан Бродел
Фернан Бродел (фр. Fernand Braudel; Luméville-en-Ornois, 24. август 1902 — Клиз, 27. новембар 1985) је био истакнути француски историчар и водећи представник Школе Анала. 
Предавао је историју по средњим школама у Алжиру до 1935. године. После тога предаје на Универзитету у Сао Паолу. Године 1937. упознаје Лисјена Февра и мења концепцију свог дела за које до тада скупља грађу по архивима Италије и Шпаније (Дубровачки архив посећује 1934. године). Од историје дипломатије Филипа II почиње да пише историју Медитерана у време Филипа II у складу са схватањем које се формирало у кругу аналиста. После напада Немачке на Француску бива заробљен и заробљеништву пише основни концепт свог дела. Након докторирања 1948. године постаје секретар VI одсека Практичне школе друштвених наука у Паризу и коуредник Анала. После смрти Лисјена Февра 1956. године преузима Анале и VI одсек. Умире у Клизу 1985.
Бродел је нагласио улогу великих социоекономских фактора у стварању и писању историје. Он се такође може сматрати једним од претеча теорије светских система.
Његов велики опус концентрисан је око три кључне теме и истраживачка пројекта којима је, сваком понаособ посветио по неколико децинија свог рада. То су Медитеран (1923 — 1949) чији је плод његово, верованто најпознатије дело Медитеран и медитерански свет у доба Филипа II, Цивилизација и капитализам (1955—1979) и Француски идентитет (1970 — 1985) које није стигао да заврши. Његов велики углед у свету историографије није проистицао само из монументалног дела већ и из великих организаторских способности. Он је оформио велики број научника ширећи утицај метода Школе Анала која је постала најутицајнија историографска школа у Француској а и шире. У својим делима нарочиту пажњу посвећивао је разматрањима појава које су дугог историјског трајања и које често неприметно утичу на живот друштва током великог броја генерација.

## Биографија
Бродел је рођен у Лумевил-ен-Орнва (који је од 1943. спојен са и део је Гондрекур-ле-Шатоа), у департману Меза, Француска. Са 7 година, његова породица се преселила у Париз. Његов отац, који је био природни математичар, помагао му је у учењу. Бродел је такође интензивно учио латински и у мањој мери грчки. Бродел се школовао на Лицеју Волтер и Сорбони, где је са 20 година добио награду agrégé за историју. Док је предавао на Универзитету Алжира између 1923. и 1932. године, постао је фасциниран Средоземним морем и написао је неколико радова о присуству Шпанаца у Алжиру у 16. веку. За то време, Бродел је започео своју докторску тезу о спољној политици шпанског краља Филипа II. Од 1932. до 1935. предавао је у париским лицејима (средњим школама) Пастера, Кондорсеа и Анрија IV.
До 1900. године, Французи су учврстили свој културни утицај у Бразилу оснивањем Бразилске академије лепих уметности. Сао Паулу је, међутим, још увек недостајао универзитет, те је 1934. франкофил Хулио де Мескита Фиљо позвао антрополога Клода Леви-Строса и Бродела да помогну у оснивању. Резултат је био формирање новог Универзитета у Сао Паулу. Бродел је касније рекао да је време у Бразилу било „најбољи период његовог живота“.
Године 1937, Бродел се вратио у Париз из Бразила. Међутим, путовање је било једнако значајно као и долазак на одредиште; на свом путу срео је Луциена Фебвра, који је био саоснивач утицајног часописа Annales. Њих двојица су резервисали прекоокеанску прелаз на истом броду. Бродел је започео архивско истраживање у свом докторату о Медитерану када је пао под утицај Annales школе око 1938. Такође отприлике у то време је ушао у Практичну школу за више образовање као инструктор историје. Радио је са Луцијеном Фебвром, који ће касније читати прве верзије Броделовог магнум опуса и давати му уредничке савете.
По избијању рата 1939. године позван је на служење војног рока, а 1940. године заробљен од Немаца. Њега су држали у логору за заробљенике у Мајнцу од 1940. до 1942. пре него што је пребачен у логор за заробљенике у близини Либека, где је остао до краја рата. Док је био у том логору, Бродел је саставио своје велико дело La Méditerranée et le Monde Méditerranéen à l'époque de Philippe II (Медитеран и медитерански свет у доба Филипа II), без приступа својим књигама или белешкама и ослањајући се само на своје чудесно памћење и локалну библиотеку.
Бродел је постао вођа друге генерације Annales историчара након 1945. Године 1947, са Фебвром и Шарлом Моразеом, Бродел је добио средства од Рокфелерове фондације у Њујорку и основао запажену Шесту секцију за „економске и друштвене науке“ у Практичној школи за више образовање. Добио је додатних милион долара од Фордове фондације 1960. године.
Године 1962, он и Гастон Бергер су користили стипендију фондације Форд и владина средства да створе нову независну фондацију, Фондацију за хуманитарне науке (фр. Fondation Maison des Sciences de l'Homme, FMSH), којом је Бродел управљао од 1970. до своје смрти. Она је била смештена у згради под називом „Зграда за хуманирарне науке“. FMSH је фокусирала своје активности на међународно умрежавање у циљу ширења Annales приступа у Европи и свету. Године 1972, одрекао се сваке уређивачке одговорности у часопису, иако је његово име остало на заглављу.
Године 1962, написао је Историју цивилизација као основу за курс историје, али је њено одбацивање традиционалног наратива заснованог на догађајима било превише радикално за француско министарство образовања, које је стога одбацило то дело.
Одлика Броделовог дела била је његова саосећајност према патњи маргиналних људи.  Он је артикулисао да већина сачуваних историјских извора потиче од писмених богатих класа. Нагласио је важност ефемерног живота робова, кметова, сељака и градске сиротиње, показујући њихов допринос богатству и моћи својих господара и друштава. Његов рад је често био илустрован савременим приказима свакодневног живота, ретко сликама племића или краљева.
Године 1949, Бродел је изабран у Колеџ Француске након што се Фебвре пензионисао. Саоснивач је академског часописа Revue économique 1950. године. Пензионисан је 1968. Године 1983, изабран је у Француску академију.

## Главне публикације
- La Méditerranée et le Monde Méditerranéen a l'époque de Philippe II, 3 vols. (originally appeared in 1949; revised several times)

vol. 1: La part du milieu  2-253-06168-9
vol. 2: Destins collectifs et mouvements d'ensemble  2-253-06169-7
vol. 3: Les événements, la politique et les hommes  2-253-06170-0
- The Mediterranean and the Mediterranean World in the Age of Philip II. 2 vols. (second revised edition, translated and 1973 by Sian Reynolds) Braudel, Fernand (1972). The Mediterranean and the Mediterranean World in the Age of Philip II: Volume I. University of California Press. ISBN 0520203305.
- Ecrits sur l'Histoire (1969)  2-08-081023-5
- Civilisation matérielle, économie et capitalisme, XVe-XVIIIe siècle

vol. 1: Les structures du quotidien (1967)  2-253-06455-6
vol. 2: Les jeux de l'échange (1979)  2-253-06456-4
vol. 3: Le temps du monde (1979)  2-253-06457-2
- Civilization and Capitalism, 15th–18th Century, translated by Siân Reynolds, 3 vols. (1979)

vol. 1: The Structures of Everyday Life  0-06-014845-4
vol. 2: The Wheels of Commerce  0-06-015091-2
vol. 3: The Perspective of the World  0-06-015317-2
- On History (1980; English translation of Ecrits sur l'Histoire by Siân Reynolds)
- La Dynamique du Capitalisme (1985)  2-08-081192-4
- L'Identité de la France (1986)
- The Identity of France (1988–1990)

vol. 1: History and Environment  0-06-016021-7
vol. 2: People and Production  0-06-016212-0
- Ecrits sur l'Histoire II (1990)  2-08-081304-8
- Out of Italy, 1450–1650 (1991)
- A History of Civilizations (1995)
- Les mémoires de la Méditerranée (1998)
- The Mediterranean in the Ancient World (UK) and Memories of the Mediterranean (USA; both 2001; English translation of Les mémoires de la Méditerranée by Siân Reynolds)
- „Personal Testimony”. Journal of Modern History. 44 (4). децембар 1972..